# لورنس دولر
لورنس دولر (به انگلیسی: Lawrence Dowler) (زادهٔ ۲۰ فوریهٔ ۱۹۵۴) شناگر اهل ایالات متحده آمریکا است.